# Barmino
Barmino (Бармино) est un village de Russie de l'oblast de Nijni Novgorod. Il fait partie du raïon de Lyskovo et c'est le siège administratif du conseil rural du même nom qui comprend trois autres villages. Il s'agit d'une localité historique d'importance régionale. Il est prisé pour ses maisons de bois typiques dont certaines servent de résidences secondaires aux habitants des villes de la région et pour les amateurs de pêche qui pêchent dans le bras de la Volga longeant l'île de Barmino en face du village. Il comprend quinze rues.

## Géographie
Le village de Barmino se trouve à 125 km à l'est de Nijni Novgorod par la route M-7 Volga, sur la rive droite de la Volga, à 44 km de Kniaguinino, à 31 km de Lyskovo et à 23 km de Vorotynets.

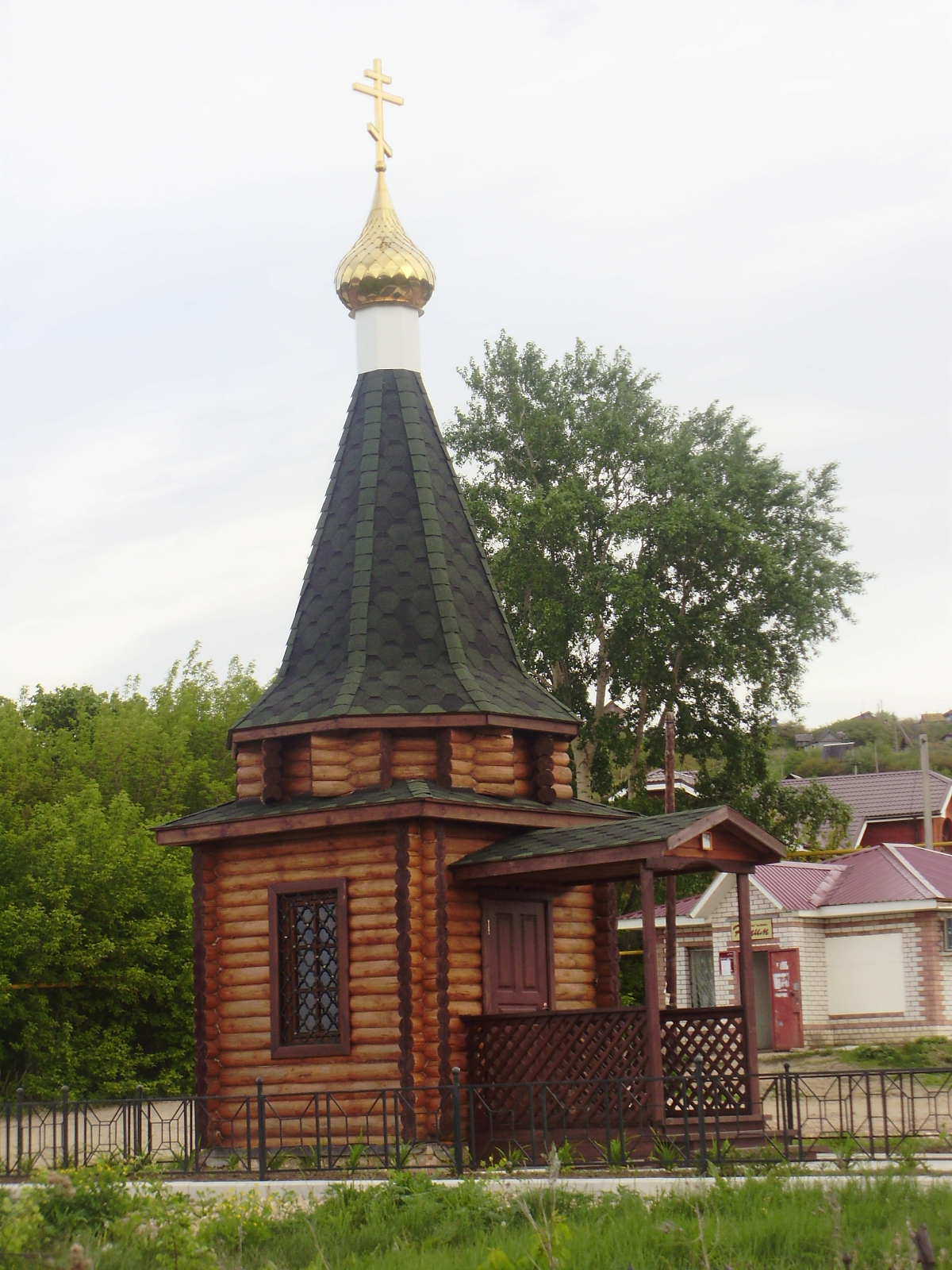
Chapelle de la Trinité construite en 2010-2012
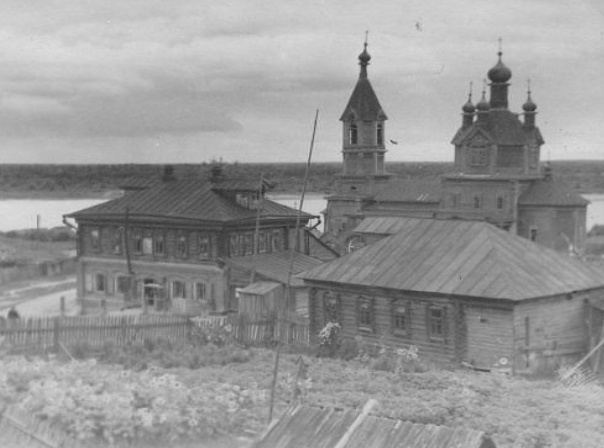
Église de la Trinité au début du XXe siècle
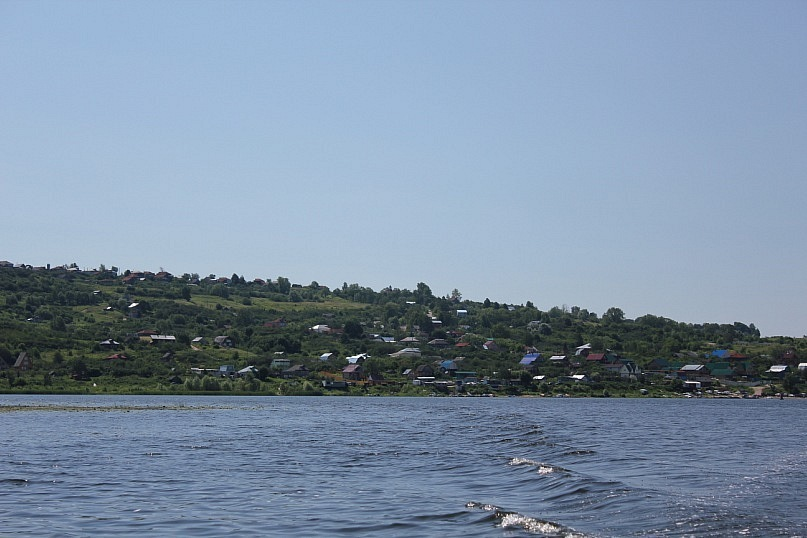
Vue du village au bord de la Volga

## Population à l'année
Recensements (*) ou estimations de la population
| 2002* | 2010* | - | - |
| ----- | ----- | - | - |
| 1 573 | 1 391 | - | - |

La population croît pendant la belle saison avec les résidences secondaires et les datchas.

## Histoire

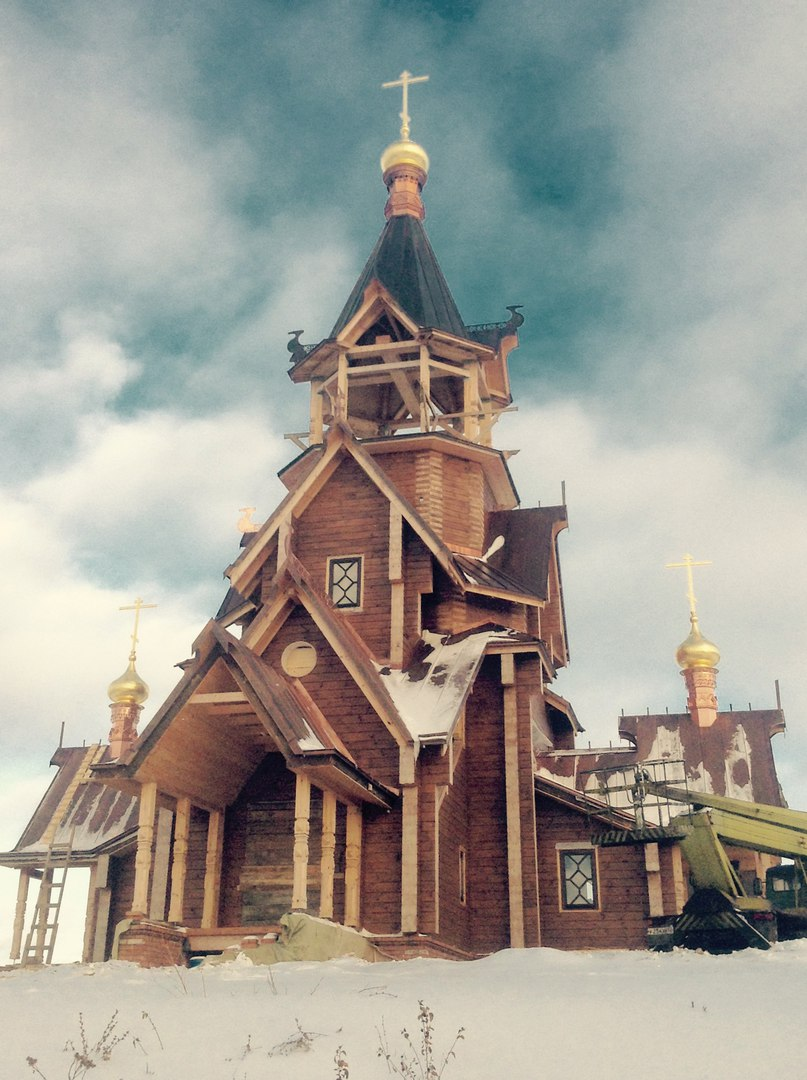
Vue en hiver de la nouvelle église de Barmino.

Barmino est mentionné pour la première fois dans la charte du tsar Michel Romanov datée du 20 janvier 125 (1617), qui nous est parvenue dans le cadre du Livre du Scribe de Lodyguine de 1621 à 1623. Il est mentionné aussi ensuite dans le testament du prince Ivan Vorotynski en 1626-1627. À la fin du XVIIe siècle, la lignée des Vorotynski s'éteint et leurs possessions passent à la couronne. Le 23 août 1700, Pierre le Grand l'octroie au comte Fiodor Golovine, amiral-général et premier chevalier de l'ordre de Saint-André. Le village est le siège d'une volost. Il est connu pour ses pommiers, ses groseillers et ses cerisiers dont les fruits sont vendus alors dans différentes de ville de Russie par transport fluvial sur la Volga. Une petite partie du village est détruite par un incendie en été 1972.
Le monument aux morts de la Grande Guerre patriotique comprend trois hautes statues et des blocs avec le nom des soldats tombés au front. Le village possède une maison de la culture, un jardin d'enfants et une école moyenne.
Il existe une base touristique à Barmino (Barminskaïa Volojka) avec location de cottages, bungalows et restaurant, une autre du nom de Barmfishing (spécialement pour les pêcheurs), et une maison d'hôtes au bord de la Volga.

## Église de la Sainte-Trinité
Dans les années 1990, l'on installe une maison de prière au village, puis le 23 août 2015, l'évêque de Lyskovo, Silouane, bénit la première pierre d'une église de bois dédiée à la Sainte Trinité (l'ancienne de la fin du XVIIe siècle ayant disparu dans un incendie dans les années 1970) dans la partie historique du village. Elle est consacrée en 2018.